# Geschendorf
Geschendorf település Németországban, Schleswig-Holstein tartományban. Lakosainak száma 558 fő (2023. december 31.).

## Népesség
A település népességének változása:
| Lakosok száma | 383  | 567  | 563  | 573  | 568  | 558  |
|               | 1975 | 2017 | 2019 | 2021 | 2022 | 2023 |